# Hammer-on
Hammer-on es un término utilizado en guitarra eléctrica y otros instrumentos de cuerda que equivale a una ligadura de expresión ascendente. La técnica de ejecución consiste en ligar una nota a otra superior en la misma cuerda sin atacarla. Esta técnica es la opuesta a la de pull-off. Aquellos pasajes en la que una gran proporción de las notas se obtienen mediante hammer-on y pull-off en vez de mediante el punteo son llamadas en terminología clásica de guitarra como  legato. El sonido es más suave y pastoso que ejecutado mediante ataques, y la necesidad de coordinación entre ambas manos es mucho menos exigida.

## Técnica
La técnica consiste en frotar fuertemente con un dedo una cuerda contra el  diapasón atrás de un traste, produciendo como consecuencia el sonido de una nota.  La técnica permite ejecutar en forma muy rápida porque la mano que realiza el punteo no precisa desplazarse a gran velocidad, y la necesidad de coordinación entre ambas manos es mucho menos exigida. 
La ejecución de múltiples hammer-on y pull-off a veces son denominados en lenguaje coloquial "rolls," en referencia a la naturaleza fluida del sonido que se obtiene. Una serie rápida de hammer-ons y pull-off que se alternan entre un par de notas es llamado trino. 